# Turdus hauxwelli
El zorzal de Hauxwell (Turdus hauxwelli) es una especie de ave paseriforme de la familia de los túrdidos originaria de América del Sur.

## Distribución y hábitat
Su hábitat natural son los bosques húmedos subtropicales y pantanos de Bolivia, Brasil, Colombia, Ecuador, Perú y Venezuela.
Está clasificado como de preocupación menor por la IUCN, debido a su amplia gama de distribución.